# Suphis ticky
Suphis ticky is een keversoort uit de familie diksprietwaterkevers (Noteridae). De wetenschappelijke naam van de soort werd in 1993 gepubliceerd door Grosso.